# Pauline Vaillancourt
Pauline Vaillancourt (née le 2 février 1945 à Arvida, au Saguenay–Lac-Saint-Jean) est une chanteuse lyrique québécoise spécialisée dans le répertoire contemporain et avant-gardiste. Elle fonde en 1990 la compagnie Chants Libres, qui produit de nombreuses créations lyriques expérimentales au croisement du chant, du théâtre et des technologies immersives.

## Formation et carrière
Formée à l'École de musique Vincent-d'Indy puis au Conservatoire de musique de Québec, Pauline Vaillancourt obtient une maîtrise en interprétation musicale de l'Université de Montréal en 1977.
Elle mène une carrière internationale en tant que soprano et metteuse en scène, interprétant un vaste répertoire allant de Mozart à Kagel, sous la direction de chefs et metteurs en scène tels que Pierre Audi, Antoine Vitez, Gilles Maheu ou Wajdi Mouawad.
En 1990, elle fonde la compagnie Chants Libres, dédiée à la création d'opéras contemporains. Sous sa direction, la troupe produit chaque année des œuvres interdisciplinaires intégrant musique, théâtre, arts visuels et technologies interactives. Parmi les créations marquantes figurent Les chants du Capricorne (1995), Yo soy la desintegración (2000), Pacamambo (2002) et L'Archange (2005),.
Elle est également artiste en résidence au Musée d'art contemporain de Montréal, et au Studio du Québec à Paris, et devient membre-chercheur du réseau Hexagram à partir de 2006,.
ne+3

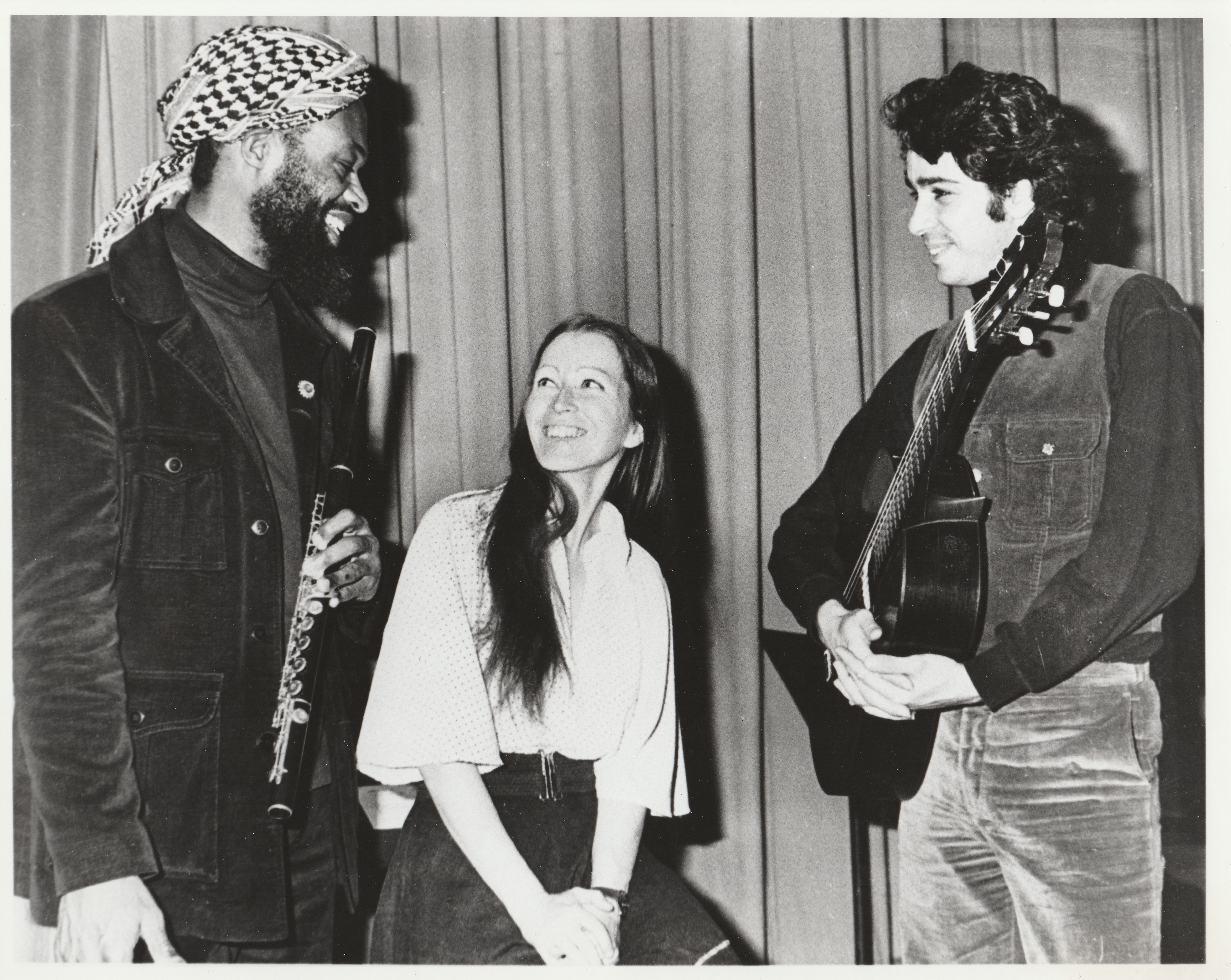
Sayyd Abdul Al-Khabyyr, Pauline Vaillancourt et Michael Laucke (Trio 3)

De 1976 à 1980, Pauline Vaillancourt est membre du Trio 3, un ensemble de musique contemporaine formé avec le guitariste Michael Laucke et le flûtiste Sayyd Abdul Al-Khabyyr (en). Le trio explore un répertoire atonal et expérimental, collaborant avec des compositeurs québécois tels que Michel-Georges Brégent et François Morel. En 1979, ils enregistrent l'album Trio 3 sous l'étiquette Radio Canada International (RCI 497), qui comprend des œuvres originales composées pour cette formation.

## Pratique artistique
Pauline Vaillancourt développe une démarche de recherche-création centrée sur l'expérimentation vocale et les dispositifs immersifs. Ses productions lyriques font appel à des technologies telles que les caméras miniatures, les costumes interactifs et les projections numériques. Son objectif est de renouveler l'opéra en intégrant pleinement le spectateur à l'expérience sensorielle.
Elle collabore notamment avec le laboratoire DEII et le réseau Hexagram pour développer des spectacles qui déconstruisent les conventions scéniques classiques.

## Discographie (sélection)
Pauline Vaillancourt enregistre plusieurs œuvres de musique contemporaine avec des labels spécialisés. Elle interprète par exemple le cycle Canti di Capricorno de Giacinto Scelsi sur l'étiquette Mode Records. Elle publie aussi chez Amberola, Son'Art, SNE, Salabert/Actuels, UMUS, Port-Royal, Ariane, empreintes DIGITALes, Doberman-Yppan et Atma Classique.

## Prix et distinctions
- 1977 : Prix d'interprète de musique contemporaine Flandres–Québec[13]
- 1985 : Prix Victor-Martyn-Lynch-Staunton du Conseil des arts du Canada[13]
- 2015 : Service Award d'Opera America[3]
- 2019 : Prix Albert-Tessier pour les arts de la scène[14],[15]
- 2022 : Prix Hommage (Prix Opus) du Conseil québécois de la musique[7]